# 의령소방서
의령소방서(宜寧消防署, Uiryeong Fire Station)는 경상남도 의령군을 관할하는 경상남도 소방본부 산하의 소방서이다.
소방서장은 소방정으로 보한다.

## 조직
| - 소방행정과 - 소방행정팀 - 예산장비팀 | - 예방대응과 - 예방지도팀 - 구조구급팀 - 대응조사팀 |

## 관할센터 및 관할구역
의령소방서는 3개의 119안전센터와 1개의 구조대를 산하에 두고 있다.
| 명칭                 | 사진 | 주소                   | 관할구역                               | 지역대 |
| -------------------- | ---- | ---------------------- | -------------------------------------- | ------ |
| 의령119안전센터      |      | 의령읍 의병로 108-17   | 의령읍, 가례면, 칠곡면, 화정면, 대의면 |        |
| 부림119안전센터      |      | 부림면 대한로 1666     | 부림면, 봉수면, 지정면, 낙서면         |        |
| 정곡119안전센터      |      | 정곡면 의합대로 984-12 | 정곡면, 용덕면, 유곡면, 궁류면         |        |
| 의령소방서 119구조대 |      | 의령읍 의병로 108-17   | 경상남도 의령군 일원                   |        |

## 같이 보기
- 대한민국 소방청
- 대한민국의 소방
- 대한민국 소방공무원